# Anne Schoenholtz
Anne Schoenholtz (* 1978) ist eine deutsche Violinistin und Podcasterin.

## Leben
Schoenholtz stammt aus Duisburg. Sie begann im Alter von vier Jahren mit dem Spielen der Geige. 1995 begann sie in Berlin ein Studium an der Hochschule für Musik Hanns Eisler Berlin bei Eberhard Feltz. Später studierte sie an der Hochschule für Musik Franz Liszt Weimar bei Jost Witter und an der Musikhochschule Luzern bei Sebastian Hamann.
Zwischen 2003 und 2010 spielte sie erste Violine im Gémeaux Quartett, mit dem sie den 3. Platz und den Publikumspreis beim ARD-Wettbewerb in München gewann, 2007 den 1. Preis beim Kammermusikwettbewerb des „Migros-Kulturprozents“ in der Schweiz, den 1. Preis des Wettbewerbs der Basler Orchestergesellschaft und den Mozartpreis der Stadt Luzern.
Von 2007 bis 2009 war sie stellvertretende Konzertmeisterin beim Festival Strings Lucerne. Von 2010 bis 2011 spielte sie beim Tonhalle-Orchester Zürich. Seit 2011 ist sie Mitglied des Symphonieorchesters des Bayerischen Rundfunks.
Für Wir in Bayern erklärte sie das Innenleben eines Orchesters. Außerdem ist sie Moderatorin des BR-Klassik-Podcasts SCHOENHOLTZ – Der Orchester-Podcast, welcher im BRSO-Container im Werksviertel-Mitte aufgenommen wird.